# アダムの林檎
「アダムの林檎」（アダムのりんご）は、日本のヘヴィメタルバンド・聖飢魔IIの2枚目の小教典（シングル）。B.D.13年（1986年）11月1日に発布された。大教典『地獄より愛をこめて』収録。

## 解説
イントロの大胆なカッティング、「移民の歌」と同じリズムを使ったヴァース（それのオマージュであるヴォーカルラインも聞ける）、スウィープやタッピングなどを駆使したテクニカルなギターソロなど聞き所の多い楽曲で、ジェイル大橋脱退後も頻繁にライブなどで演奏された。当時のジェイルが自慢していたトリッキーなナンバーであったが、2005年の限定再集結の際には「意味がもうなくなってしまっていた」と語った。
この楽曲はゴールデン作曲賞とゴールデンシングル賞を獲得した。

## 収録曲
1. アダムの林檎
  - 作詞: デーモン小暮、作曲: ジェイル大橋、編曲: 聖飢魔II

表題曲。OVA『ウォナビーズ』の挿入歌として使用された。
2. 悪夢の叫び
  - 作詞・作曲: ダミアン浜田、編曲: ジェイル大橋

## 演奏者
- RAIDEN YUZAWA - Drums
- XENON ISHIKAWA - Bass
- JAIL OHHASHI - Guitar, Chorus
- ACE SHIMIZU - Guitar, Chorus
- DEMON KOGURE - Vocal, Chorus
- "NAZO NO BAKABON" TSUDA - Synthesizer, Piano